# Лопес Альварес, Иван
Иван Лопес Альварес (исп. Iván López Álvarez; род. 29 июня 1994 года, Мадрид, Испания), более известный как Иви (исп. Ivi) — испанский футболист, нападающий польского клуба «Ракув».

## Клубная карьера
Является воспитанником «Хетафе». За вторую команду дебютировал в Сегунде Б 24 февраля 2013 года в матче против «Саморы», выйдя на замену на 81-й минуте. За «Хетафе» дебютировал в Примере 27 марта 2014 года в матче против «Вильярреала». С 2020 года выступает за польский «Ракув». В сезоне 2021/22 стал лучшим бомбардиром чемпионата Польши (20 голов), а также был признан лучшим игроком сезона.

## Достижения
«Уэска»
- Победитель Второго дивизиона Испании: 2019/20

«Ракув»
- Чемпион Польши: 2022/23
- Обладатель Кубка Польши (2): 2020/21, 2021/22
- Обладатель Суперкубка Польши (2): 2021, 2022